# Khongxedone
Khongxedone (tiếng Lào: ເມືອງຄົງເຊໂດນ) hay Khong Xedone, Khong Sedone là một huyện (muang, mường) thuộc tỉnh Saravane ở hạ Lào .